# 他人家族 (1982年のテレビドラマ)
『他人家族』（たにんかぞく）は、テレビ朝日系列の「月曜劇場」（毎週月曜日22:00 - 22:54）の枠で、1982年（昭和57年）4月26日から同年7月19日まで放送されていたテレビドラマ。全12話。

## 概要
志津子は銀行で主任を務める41歳。大西良一と離婚し、父の親権となった息子の肇とも別れた。その後、志津子の勤める銀行の取引先の太陽商事の御曹司・宮口哲夫と恋仲となるも、結婚出来るわけもないと悟ってまた別れた。そんなある日、志津子は支店長の小野から榊佑一郎との結婚話を持ち掛けられる。やがて佑一郎の娘・絵美から直接結婚を頼み込まれたこともあって、志津子は佑一郎の結婚を決意するが、佑一郎は別れた哲夫の姉の夫で、これは絵美が祖父・憲吉に話を持ち掛けて結びつけた工作でもあった。志津子が義姉となったことに哲夫も驚く。そんな中、志津子は前の夫・良一の息子・肇と再会する。
義理の娘となった絵美や、姑となった哲夫の母（佑一郎の先妻の母）の芙佐らとの関係に悩みながらも、強く生きていく志津子を中心に、愛とは、家族とはをテーマにして問いかけるように描いたサスペンス調のドラマ。

## 出演
- 志津子：浅丘ルリ子

- 宮口哲夫：田村亮

- 榊絵美：伊藤かずえ

- 大西良一：河原崎長一郎

- ：加茂さくら

- 小野：平田昭彦

- 石田：桜井センリ

- 綾子（小野の娘）：島村佳江
- 大西肇：吉田友紀

- 刑事：稲垣昭三
- 篠崎先生：高田純次 - 絵美の学校の担任

- ホステス・真紀：香月美保子（第七回）
- ：松田真知子
- ：長谷川涼子
- 中田洋子：鈴木美司子 - 絵美を不良の道に誘う少女
- ：高田公子
- ：劇団 白鳥座

- 宮口憲吉：内田朝雄

- 宮口芙佐：丹阿弥谷津子

- 榊佑一郎：藤田まこと

## スタッフ
- 脚本：横光晃

- 音楽：間宮芳生

- 美術：島田正之
- デザイン：坂本廉三
- 技術：斉藤俊夫
- カメラ：大窪光俊
- 照明：富樫孝兼
- 音声：高橋良一

- 美粧：平林鉄佳
- 衣裳：高畑耕二郎
- 大道具：浅野醇市
- 小道具：野滝英昭
- 造園：白井和

- 調整：石原晋
- 編集：高山光春
- 効果：後藤忠紀
- 記録：小宮尚子
- 演出補：武田伸彦

- 題字：佐藤濤聲
- 衣裳デザイン：芦田淳

- 衣裳協力：若月美奈子、青山みとも

- プロデューサー：杉崎充男

- 演出：大村哲夫、高戸晨一

- 局系列：ANN

- 制作著作：テレビ朝日

## サブタイトル
```
第一回 三十八歳の情炎 （1982年4月26日）
第二回 危険な裂け目 （1982年5月3日）
第三回 逆回りの時計 （1982年5月10日）
第四回 魔がさした時 （1982年5月17日）
第五回 私の犯罪計画書 （1982年5月31日）
第六回 親殺しの幻想 （1982年6月7日）
第七回 愛憎のしがらみ （1982年6月14日）
第八回 声なき悲鳴 （1982年6月21日）
第九回 密告者 （1982年6月28日）
第十回 不純異性交遊 （1982年7月5日）
第十一回 男と女の迷路 （1982年7月12日）
最終回 女は不死鳥 （1982年7月19日）
```